# Роз'їзд №37
Роз'ї́зд № 37 (рос. Разъезд №37) — селище у складі Ішимського району Тюменської області, Росія.
Стара назва — обгонний пункт Безруково.
Населення — 120 осіб (2010, 100 у 2002).
Національний склад станом на 2002 рік:
- росіяни — 98 %